# Dorfkirche Welzow

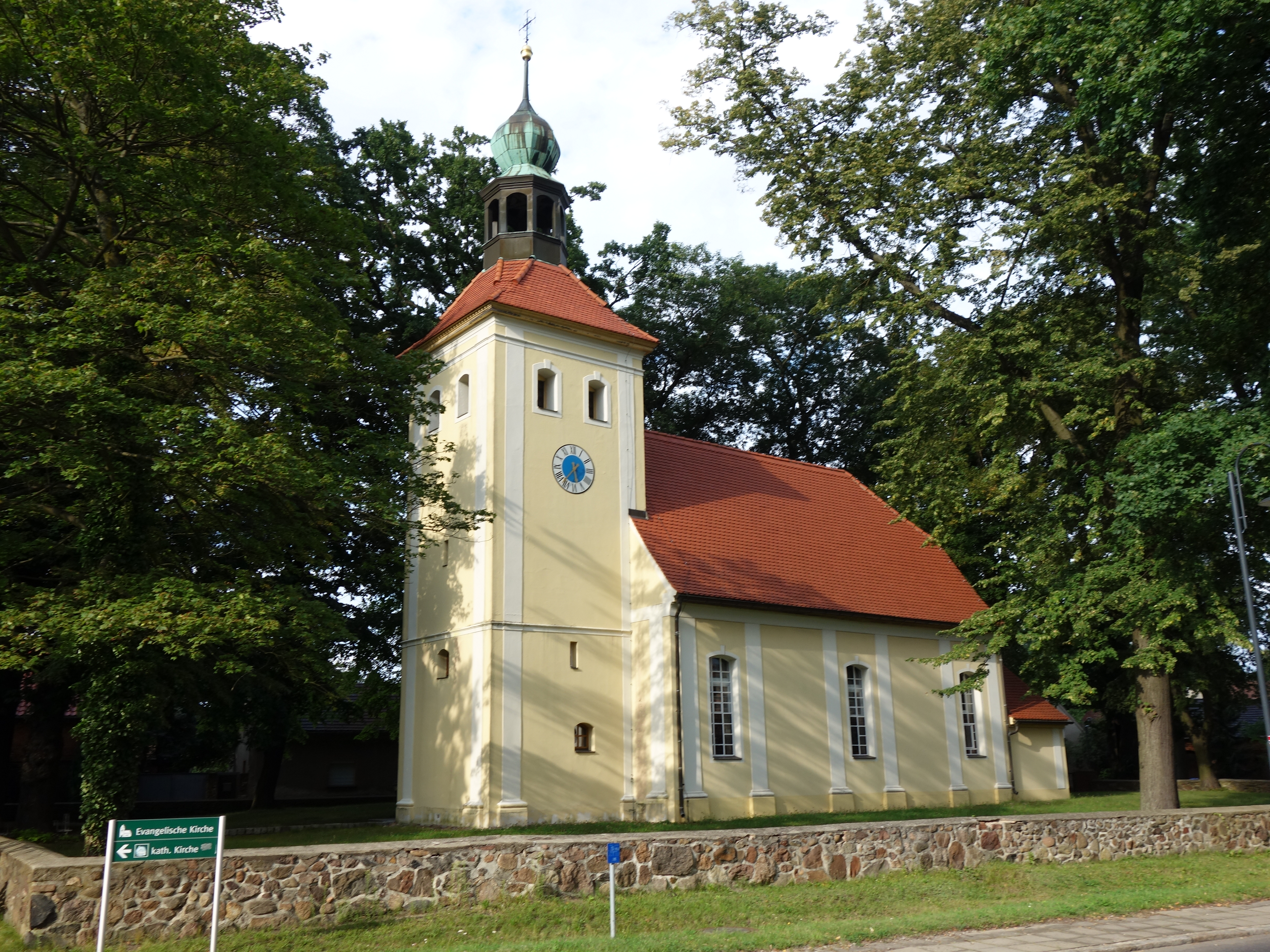
Dorfkirche Welzow (2016)

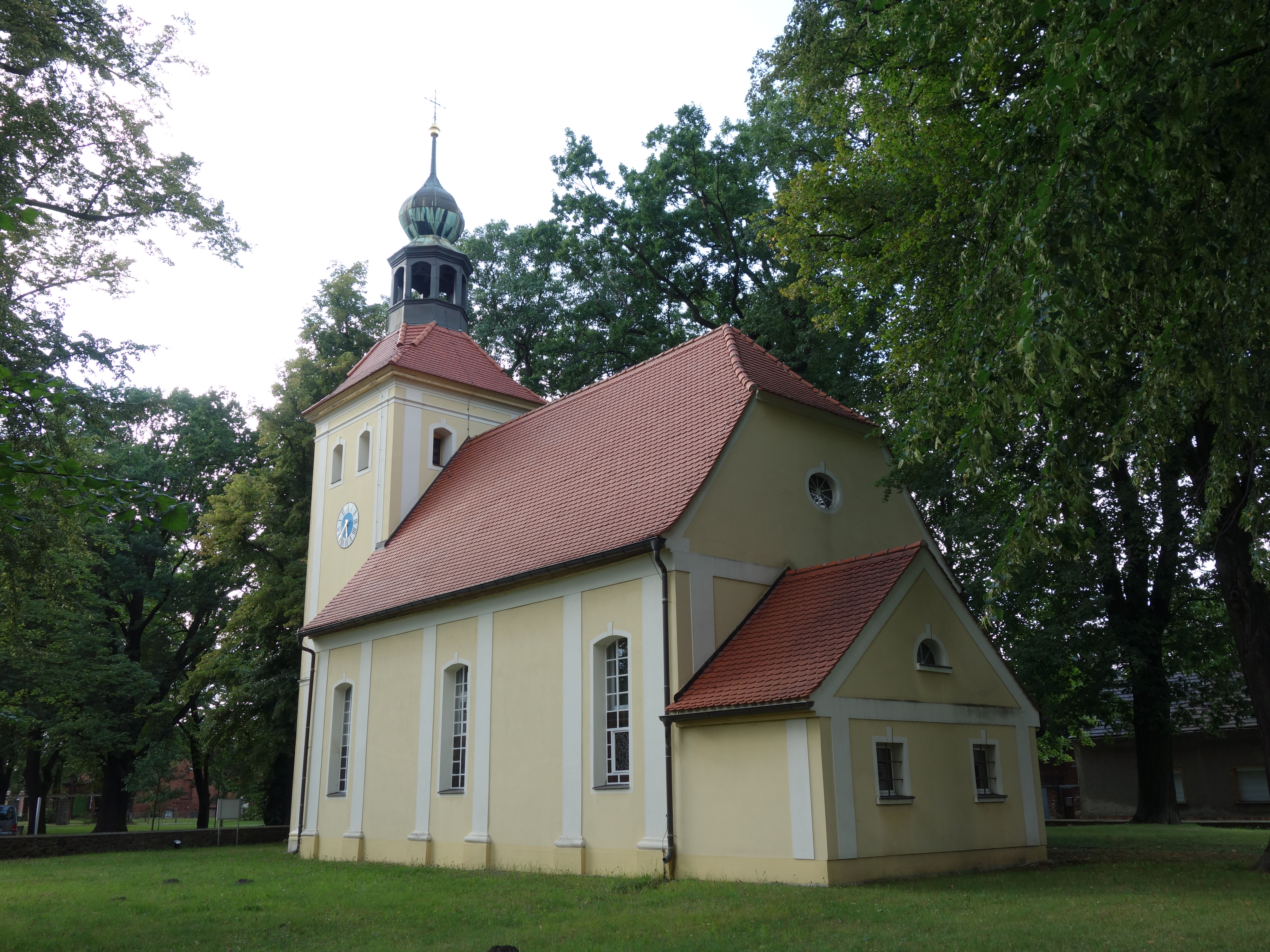
Ostschluss der Kirche (2016)

Die Dorfkirche Welzow ist das Kirchengebäude der evangelischen Kirchengemeinde Welzow im Landkreis Spree-Neiße in Brandenburg. Die Kirchengemeinde gehört zum Kirchenkreis Cottbus in der Evangelischen Kirche Berlin-Brandenburg-schlesische Oberlausitz. Das Gebäude steht unter Denkmalschutz.

## Architektur und Geschichte
Die Dorfkirche Welzow steht auf dem Anger im südlichen Teil von Welzow, der das historische Dorfzentrum bildet. Sie wurde zwischen 1740 und 1742 errichtet und ist ein verputzter Saalbau mit Krüppelwalmdach im Stil des Barock. An der Ostwand ist die Sakristei angebaut. Der rechteckige Westturm wurde 1908 bzw. 1909 angebaut. Das Äußere des Kirchenschiffs ist mit Lisenen gegliedert. Zwischen diesen befinden sich drei segmentbogige Fenster, die jeweils dazwischen liegenden Achsen haben keine Fenster. Der Kirchturm ist mit einer Laterne und einer Zwiebelhaube bekrönt. An der Nordseite des Turms liegt ein Eingangsportal mit Segmentbogen.
Im Innenraum befinden sich eine Flachdecke auf einer hölzernen Voute und eine Hufeisenempore. Die schlichte Ausstattung stammt aus der Bauzeit, dazu gehört ein Kanzelaltar aus Stein mit einem hölzernen Kanzelkorb mit Pflanzendekor. Das achteckige Taufbecken mit Balustersäulchen ist aus Holz. Die Orgel befindet sich in einem kleinen barocken Orgelprospekt aus der zweiten Hälfte des 18. Jahrhunderts.

## Kirchengemeinde
Im 19. Jahrhundert war die Dorfkirche Welzow eine Filialkirche von Steinitz und der Superintendentur Cottbus unterstellt. Sie wechselte später in den Kirchenkreis Spremberg. Als der sorbische Volkskundler Arnošt Muka die Kirchengemeinde im Jahr 1884 besuchte, hatte diese 246 Einwohner, die alle Sorben waren. Zu dieser Zeit fanden jeden Sonntag Gottesdienste sowohl in deutscher als auch in sorbischer Sprache statt.  Im Jahr 1896 wurden die regelmäßigen sorbischsprachigen Gottesdienste in Welzow eingestellt. Der Lehrer Kito Krollig führte noch bis 1904 sorbische Lesegottesdienste durch.
Bis 1945 gehörte Welzow zur Evangelischen Landeskirche der älteren Provinzen Preußens, danach kam die Kirchengemeinde an die Evangelische Kirche in Berlin-Brandenburg. Am 1. Juli 1998 schlossen sich die Kirchenkreise Senftenberg und Spremberg zum Kirchenkreis Senftenberg-Spremberg zusammen. Zum 1. August 2002 schlossen sich die Kirchengemeinden Welzow, Lieske und Proschim zum Pfarrsprengel Welzow zusammen. Seit Januar 2004 gehört die Kirchengemeinde zur Evangelischen Kirche Berlin-Brandenburg-schlesische Oberlausitz. Am 1. Januar 2020 wurde der Kirchenkreis Senftenberg-Spremberg aufgelöst und die Kirchengemeinde Welzow in den Kirchenkreis Cottbus eingegliedert. Heute gehören zusätzlich noch die Kirchengemeinden Greifenhain, Neupetershain und Ressen zum Pfarrsprengel Welzow.